# Johnny Baldwin
Johnny Baldwin (Fresno, Californië, 30 maart 1922 - Sonora, Californië, 19 mei 2000) was een Amerikaans autocoureur. Hij schreef zich in voor de Indianapolis 500 in 1956 voor het team Ferrari, maar wist zich niet te kwalificeren. Deze race was ook onderdeel van het Formule 1-kampioenschap.